# 南果步
南果步（日语：／ Minami Kaho，1964年1月20日—），日本女演員。曾获得藍絲帶獎最佳女配角、日刊體育電影大獎最佳女配角獎、獨立精神獎最佳新有腳本系列整體演出等獎項。本貫英陽南氏，為第三代在日韓國人。

## 家庭
前夫辻仁成、渡边谦。

## 戲劇作品

### 電影
- 為了伽耶子 (1984年 11月10日）飾演　松本伽耶子
- 幕末青春傳：Ronin 阪本龍馬（日语：幕末青春グラフィティ Ronin 坂本竜馬）（1986年1月25日）飾演　トヨ
- 漂流教室 （1987年7月11日）飾演　久和みどり
- 恋子の毎日（日语：恋子の毎日）（1988年12月17日）飾演　山川加代
- 日本殉情伝 おかしなふたり ものくるほしきひとびとの群（日语：日本殉情伝 おかしなふたり ものくるほしきひとびとの群）（1988年3月29日）飾演　室田夕子
- TOMORROW 明日（日语：TOMORROW 明日）（1988年8月13日）飾演　ヤエ
- せんせい（日语：せんせい）（1989年4月8日）飾演　櫻井桃子
- 226（1989年6月17日）飾演　安藤房子
- 螢（1989年2月18日）飾演　麻子
- 夢見通りの人々（1989年8月5日）飾演　野口光子
- 帝都物語（1989年9月15日）飾演　辰宮雪子
- さよなら、こんにちわ（1990年10月6日）飾演　室井美加　＊主演
- シャイなあんちくしょう（1991年4月13日）飾演　高塚真理子
- 首領になった男（1991年5月11日）飾演　山崎紀世惠
- 私を抱いてそしてキスして（1992年11月14日）飾演　津島美幸
- クレープ（1993年10月9日）飾演　可葉子
- 私立探偵濱マイクシリーズ 第1弾 『我が人生最悪の時 THE MOST TERRIBLE TIME IN MY LIFE』（1994年）飾演　王百蘭
- 天使之塵（1994年9月10日）飾演　須磨節子
- ルビーフルーツ（1994年）飾演　松永まい子
- 天使のわけまえ（1995年）飾演　ミンコ
- OPEN HOUSE（1997年）飾演　ユイコ
- 不愉快的果實 （1997年10月18日）飾演　水越麻也子 ＊主演
- OL忠臣蔵（1997年）飾演　朝吹希里子
- おもちゃ（日语：おもちゃ）（1999年1月15日）飾演　照蝶
- 哥吉拉·摩斯拉·王者基多拉 大怪獸總攻擊（2001年12月15日）飾演　 江森久美
- 笑う蛙（日语：笑う蛙）（2002年）飾演　 本吉貴子
- 花（2003年11月1日）飾演　 医師
- 感染（2004年10月2日，東宝）飾演　 塩崎君江
- HAZAN（日语：HAZAN）（2004年1月2日）飾演　 板谷まる
- 爸爸的背摔絕技（日语：お父さんのバックドロップ）（2004年10月9日）飾演　 金本英恵
- 天國的來信（日语：ニライカナイからの手紙）（2005年6月4日）飾演　 安里昌美
- 妖怪大戰爭（2005年8月6日）飾演　 稲生陽子
- 吳清源（2007年11月17日）飾演　 長岡良子
- 夜間遠足（2006年9月30日）飾演　 貴子的母親
- いちばんきれいな水（2006年10月7日）
- おばちゃんチップス（2007年1月27日）飾演　 家弓美保
- 基因華爾茲（2011年2月5日）飾演　 荒木浩子
- 鬼太郎之妻（2010年11月20日）飾演　 武良琴江
- 家族X（日语：家族X）（2010年7月29日）飾演　 橋本路子
- 海炭市素描（日语：海炭市叙景）（2010年12月18日）飾演　比嘉春代
- 阪急電車 單程15分鐘的奇蹟 （2011年4月29日）飾演　伊藤康江
- 我的母親手記（日语：わが母の記）（2012年4月28日）飾演　伊上桑子
- 櫻花開了（日语：サクラサク）（2014年4月5日）
- 歌舞伎町24小時愛情摩鐵（2015年1月24日）飾演　鈴木里美 (柏木桐子)
- 暴走少年2（日语：ズタボロ）（2015年5月9日）飾演　良子
- 葛城事件（2016年6月18日）飾演　葛城伸子
- 喔！露西（2017年5月22日）飾演　綾子
- 光（2017年11月25日）飾演　小野
- 21世紀少女（日语：21世紀の女の子）（2019年2月8日）飾演　綾子「回転てん子とどりーむ母ちゃん」
- 然後，活下去 劇場版（2019年9月27日）飾演　清水美惠子
- 清晨天空無限藍（日语：ブルーアワーにぶっ飛ばす）（2019年10月11日）飾演　砂田俊子
- 頭頂樂園（2020年11月20日）飾演　昭子
- 阿松 真人電影版（2022年3月25日）飾演　老婦人
- 腎上腺（預計2025年）飾演

### 電視劇
- 宛如飛翔（1990年1月7，NHK）飾演　西郷 俊（隆盛的前妻）
- 花心老爸（日语：パパ!かっこつかないゼ）（1990年7月5日）飾演　ヒロイン・日下時子
- 男大不中留（日语：結婚したい男たち）（1991年7月5日）飾演　八木沢舞
- 法醫學教室的事件檔案 第二季（日语：法医学教室の事件ファイル）（1993年7月1日、ANB）飾演　佐久間美幸
- 他和她的事情（1994年4月14日、ANB）飾演　横井栞
- 元祿繚亂（1999年1月10日、NHK）飾演　おまさ（大石倉之助的情婦）
- 戀愛詐欺師（日语：恋愛詐欺師）（1999年10月21日、ANB）飾演　岩瀬百合絵（第8話）
- 心理醫恭介（日语：サイコドクター）（2002年10月9日、NTV）飾演　北村紀子（第6話）
- 警視廳鑑識班2004（日语：警視庁鑑識班2004）（2004年1月14日、NTV）飾演　星合由美子
- 離婚女律師（日语：離婚弁護士） （2004年4月22日、CX）飾演　葉山留美

### 配音
- 人魚公主的眼淚（日语：それいけ!アンパンマン 人魚姫のなみだ） （2000年7月29日 ）飾演　サニー姫